# Reichsradiumreserve
Die Reichsradiumreserve war eine strategische Reserve im Zweiten Weltkrieg, die auf Beschluss des Reichswirtschaftsministeriums geschaffen wurde und für die die Physikalisch-Technische Reichsanstalt (PTR) in Berlin verantwortlich war.
Die Reichsradiumreserve besaß ein Gesamtgewicht von 21,8 Gramm Radium. Sie hatte einen Wert von etwa 3 Mio. Reichsmark oder 2 Mio. $. Das Radium wurde für die Herstellung von Leuchtfarben, das Uranprojekt und die Forschung benötigt.
Sie war ursprünglich im Keller der PTR in Berlin-Charlottenburg eingelagert, wurde jedoch infolge der zunehmenden Luftangriffe 1943 zuerst in einen Bergstollen bei Niedersachswerfen am Harz und schließlich in das ostthüringische Ronneburg verbracht. Hier befand sich ab 1944 die zuständige Abteilung V für Atomphysik und physikalische Chemie der PTR, die ebenfalls aus Berlin evakuiert wurde. Vor dem Einmarsch der US-Armee im April 1945 brachte der Leiter der Abteilung V, Dr. Weiss, die Reichsradiumreserve nach Bayern, wo sie auf Befehl des Gauleiters Sauckel der SS übergeben werden sollte. Dieser widersetzte sich jedoch dem Befehl und vergrub sie in der Nähe von Bad Tölz. Am 14. Juni 1945 wurde Dr. Weiss in Ronneburg von amerikanischen Geheimdienstmitarbeitern festgenommen und dazu genötigt, die Reichsradiumreserve eigenhändig wieder auszugraben. Am 26. Juni 1945 wurde der Fund der Reichsradiumreserve in der New York Times bekannt gegeben.